# Runddysse Kjallesten

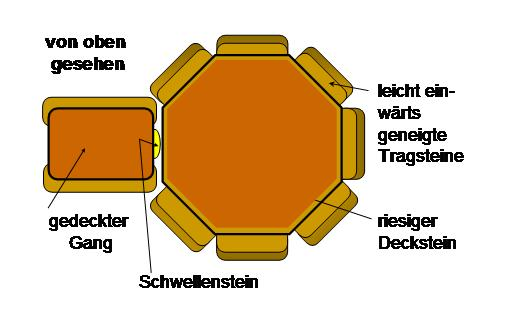
Schema Polygonaldolmen von oben gesehen

Der Runddysse Kjallesten (auch Thoreby Skov genannt) liegt in einem teilrestaurierten, etwa einen Meter hohen Erdhügel im Toreby Skov bei Maribo in der Guldborgsund Kommune auf der dänischen Insel Lolland.
Der Polygonaldolmen im Zentrum des Runddysse ist eine Megalithanlage der Trichterbecherkultur (TBK). Sie entstand zwischen 3500 und 2800 v. Chr. und besteht aus sechs Tragsteinen, von denen sich vier in situ befinden, während zwei umgestürzt sind. Der große Deckstein liegt auf drei der Tragsteinen. Im Hügel befinden sich zwei konzentrische Steinkreise, aus mindestens 22 Steinen, die der Stabilisierung des Hügels dienen.
Im selben Wald liegen auch der Langdysse Hyldehøj und der Dolmen Kildehøj.